# Операция Flipper
Операция «Флиппер» также известная как Рейд на Роммеля — рейд британских коммандос во время Второй мировой войны с целью нападения на штаб Эрвина Роммеля, командующего Африканским корпусом. 
Диверсия была приурочена к началу операции «Крусейдер» и проведена в ночь с 17 на 18 ноября 1941 года. В атаке в основном участвовали бойцы 11-го (шотландского) отряда коммандос. Операция не удалась, поскольку Роммель покинул расположение штаба несколькими неделями ранее, а все высадившиеся коммандос, за исключением двоих, были взяты в плен или убиты.

## Планирование
С октября по ноябрь 1941 года в штабе Восьмой армии был разработан план атаки (данные из Jones 2006, если не указано иное), который включал следующие цели:
- Предполагаемая штаб-квартира Роммеля около Беда Литтория, примерно в 18 миль (29 км) от Аполлонии (Ливия)
- радиостанция и разведывательный центр в Аполлонии
- Штаб-квартира итальянских войск и мачта проводных коммуникаций в Кирене
- Штаб итальянской дивизии «Триест»

Хотя это и не было прописано в приказе, но целью рейда было убийство или захват Роммеля перед началом операции «Крестоносец». Считалось, что его штаб находился в Беда Литтория, поскольку капитан Джон Хазелден, замаскированный под араба, провел разведку местности и доложил, что штабная машина Роммеля приезжала в это здание. Операцию возглавил подполковник Роберт Лейкок ; подполковник Джеффри Киз возглавил нападение на штаб Роммеля. Англичане не знали, что Беда Литтория лишь недолгое время была штаб-квартирой Роммеля, после чего там  разместился штаб главного интенданта Panzergruppe Afrika, генерала Шлейзенера. Несколькими неделями ранее Роммель переместил свою штаб-квартиру к Тобруку, чтобы быть ближе к месту событий.

## Ход рейда

### 10–14/15 ноября

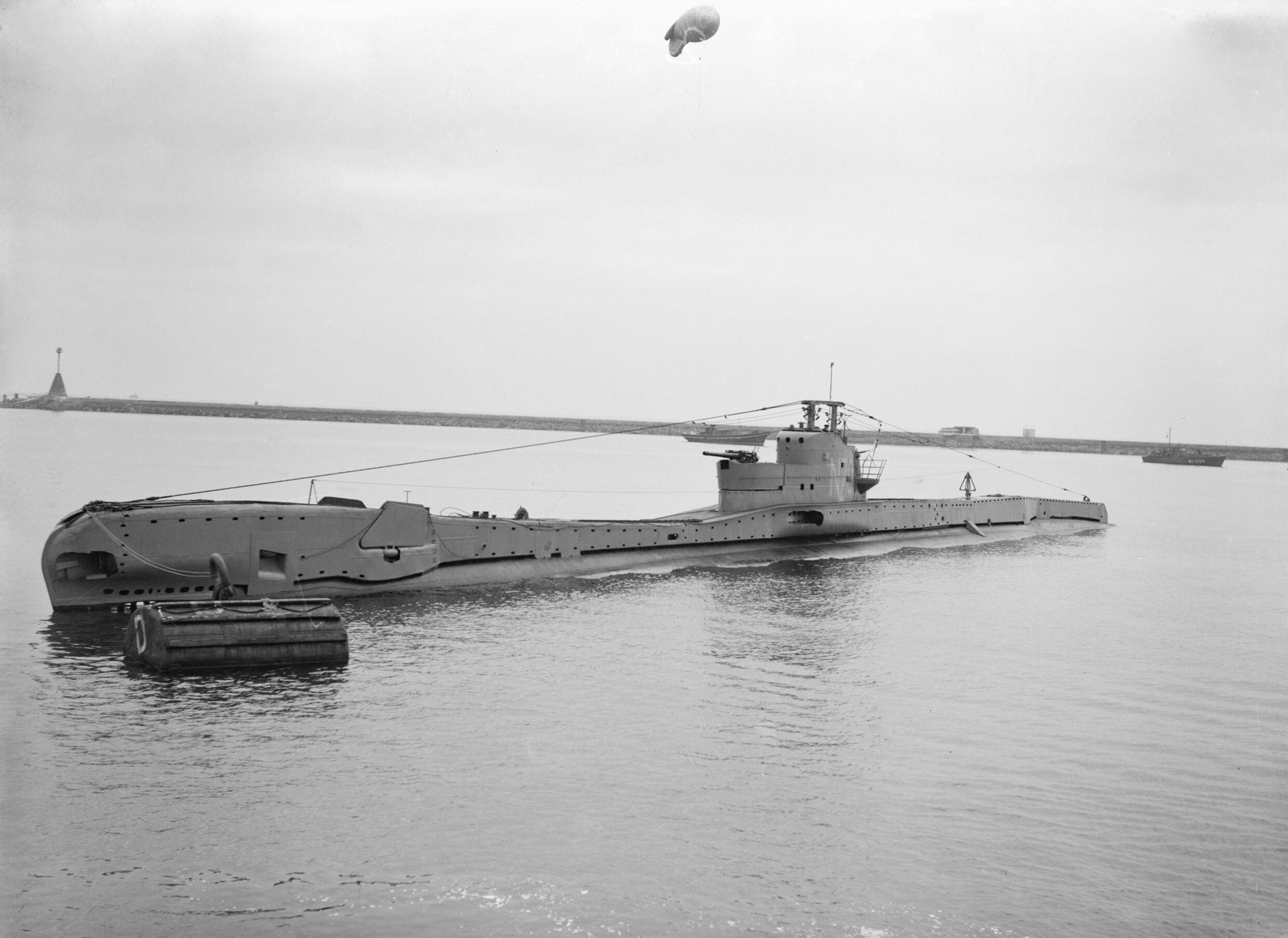
Подводная лодка HMS Torbay

10 ноября подлодка HMS Torbay (на илл.), доставила в Ливию Киза, капитана Робина Кэмпбелла, лейтенанта Роя Кука и 25 бойцов. Подлодка HMS Talisman доставила Лейкока, капитана Гленни, лейтенанта Дэвида Макбета Сазерленда и 25 бойцов из Александрии. В ночь с 14 на 15 ноября 1941 года отряд Киза высадился на пляже Khashm al-Kalb (Собачий нос), под руководством двух человек из Особой лодочной службы (SBS). Пляж находился недалеко от места, известного как Хамама, примерно 250 миль (400 км) за  линией фронта. Высадившись на берег, они связались с Хейзелденом, ранее доставленным Группой дальнего действия в пустыне для проведения разведывательной операции. Погода ухудшилась, и группе Лейкока стало гораздо труднее высадиться на берег. Лейкок и семь человек высадились, но остальные остались на Талисмане. Поскольку из 59 человек в наличии было всего 34, вместо четырех отрядов, предназначенных для атаки, осталось только три. Лейкок с тремя людьми остался на месте высадки чтобы контролировать пляж, а Кейс повёл свой отряд из 25 человек в атаку на предполагаемую штаб-квартиру Роммеля, в то время как лейтенант Кук взял шесть человек, чтобы уничтожить средства связи возле Кирены.

### 15–18 ноября
Незадолго до рассвета люди Киза двинулись к высохшему руслу реки (вади), где укрылись до наступления второй ночи, а затем двинулись дальше. Их арабский гид отказался сопровождать группу из-за ухудшающейся погоды. Затем группа совершила марш-бросок на 18 миль (29 км) в кромешной тьме и под проливным дождем. Скрываясь днем в пещере, к 22:00 третьей ночи отряд приблизился на несколько сотен ярдов к цели. В 23:59 Киз повёл свою группу мимо часовых для проникновения в штаб. Не найдя открытого окна или двери, Киз воспользовался тем, что Кэмпбелл знал немецкий язык, и приказал ему постучать в дверь.  Кэмпбелл выстрелил в часового, открывшего дверь. В завязавшейся перестрелке Киз был ранен и быстро скончался. Вскоре после этого Кэмпбелл тоже был ранен в ногу. Он передал командование сержанту Джеку Терри. Терри с 17 бойцами начал отступать к месту высадки. Итальянский источник, не называющий конкретно имен британцев, указывает, что люди Кука столкнулись со взводом итальянских парашютистов. Итальянцы искали британских спецназовцев недалеко от деревни Мансура (около 15 км (9 mi) к северу от Кирены).

### 19 ноября
Согласно источнику, 2-й лейтенант Альфредо Сандулли Меркуро и 3-й взвод 2-й роты 1-го Battaglione Paracadutisti Carabinieri Reali  столкнулся с британцами, приняв их за отряд арабов, скрывавшихся у горного хребта. Когда арабский переводчик Меркуро окликнул их, коммандос ответили огнём, и итальянские десантники, поняв, кто перед ними, вступили в бой. Британцам пришлось отступить в пещеру. Находясь в безвыходном положении, раненые коммандос сдались после того, как Меркуро пригрозил применить против них огнеметы. Итальянцы взяли в плен офицера, одного унтер-офицера и трех рядовых. За исключением офицера, все британцы были ранены и получили медицинскую помощь. Меркуро обыскал пещеру и обнаружил стрелковое оружие и три подрывных заряда. В ходе боя были ранены трое итальянцев.
Группа Лейкока не смогла сразу погрузиться на подводные лодки из-за плохой погоды. Их обнаружили итальянские жандармы, начался бой. Понимая, что им не удастся противостоять крупному отряду жандармов, Лейкок приказал своим бойцам рассредоточиться. После 37 дней скитания в пустыне Лейкок и Терри добрались до безопасного места, а один из спецназовцев SBS, руководивших высадкой, укрывался в пустыне в одиночку в течение сорока дней, пока его не подобрали войска союзников. Остальная часть нападавших была захвачена в плен, некоторые из них были ранены. Вопреки некоторым сообщениям, в бою у штаба погиб только Киз; еще один человек утонул во время высадки.

## Последствия
17 ноября 1941 года, в день налета, Роммель находился в Италии, выехав в Рим 1 ноября, о чем британская военная разведка узнала через систему «Ультра» 17 ноября. Командованию на Ближнем Востоке был отправлен экстренный сигнал, но остановить операцию было уже поздно.  

### Потери
Потери британцев составили двое убитых, 28 пленных (из них трое раненых), трое скрылись; потери немцев составили четверо убитых и трое раненых. Тела Киза и четверых погибших немцев по приказу Роммеля  были похоронены с воинскими почестями на местном католическом кладбище.  Киз был посмертно награжден Крестом Виктории.
Сержант Джек Терри был награжден медалью «За выдающиеся заслуги», а  Джон Бриттлбэнк позднее также получил эту медаль. Артиллерист Джим Горналл был награждён Военной медалью.  